# Anisopodus phalangodes
Anisopodus phalangodes es una especie de escarabajo longicornio del género Anisopodus, tribu Acanthocinini, subfamilia Lamiinae. Fue descrita científicamente por Erichson en 1847.

## Descripción
Mide 7-11,16 milímetros de longitud.

## Distribución
Se distribuye por Bolivia, Brasil, Ecuador, Guayana Francesa y Perú.